# تور هانسن
تور هانسن (بالنرويجية البوكمول: Tore Hansen)‏ هو لاعب كرة قدم نرويجي، ولد في 6 فبراير 1978. لعب مع FK Mandalskameratene ‏.

## وصلات خارجية
- تور هانسن على موقع اتحاد النرويج (النرويجية)
- تور هانسن على موقع قاعدة بيانات كرة القدم.إي يو (الإنجليزية)
- تور هانسن على موقع Soccerway.com (الإنجليزية)